# Insania (schwedische Band)
Insania ist eine schwedische Power-Metal-Band aus Stockholm, die 1992 von Mikko Korsbäck und Henrik Juhano gegründet wurde. Die Band ist nicht zu verwechseln mit der gleichnamigen deutschen Heavy-Metal-Band.

## Bandgeschichte
Die Band wurde 1992 von Mikko Korsbäck und Henrik Juhano gegründet. Thomas Stolt (Bass), Niklas Dahlin (Gitarre), Patrik Västilä (Keyboards) und Sänger David Henriksson komplettierten das Line-Up. 1996 wurde ein erstes Demo eingespielt, dass der Band einen Plattenvertrag mit der Plattenfirma No Fashion Records einbrachte. 1999 erschien dort ihr Debütalbum World of Ice, das von Thomas Skogsberg produziert wurde. Mehrere kleine Tourneen folgten, der größte Auftritt wurde auf einem Festival im Vorprogramm von Manowar absolviert. 2000 erschien das Zweitwerk Sunrise in Riverland, im Vorprogramm von Saxon wurde eine kleine Tour absolviert. David Henriksson entschied sich nach der Tour zum Ausstieg und wurde durch Ola Halén ersetzt. Mit ihm zusammen erschien das Album Fantasy – A New Dimension. Um einer Verwechselung mit den deutschen und tschechischen Bands gleichen Namens vorzubeugen, wurde das Bandlogo mit dem Zusatz „Stockholm“ versehen.
Nach der Veröffentlichung des Albums stieg Patrik Västilä aus, um sein Studium fortzusetzen. Ersetzt wurde er durch Dimitri Keiski. Auch die beiden Gitarristen Henrik Juhano und Niklas Dahlin verlassen kurz darauf die Band. Peter Östros stieg daraufhin ein und man beschloss mit einer Gitarre weiterzumachen. Nach Verlust ihres Plattenvertrages wurden einige Demos aufgenommen. Erst 2007 konnten sie bei Black Lodge unterschreiben, die 2007 das Album Agony – Gift of Life veröffentlichten. In der Zwischenzeit widmeten sich Östros und Keiski einem Gospel-Rock-Projekt.

## Diskografie
- 1999: World of Ice
- 2000: Sunrise in Riverland
- 2003: Fantasy – A New Dimension
- 2007: Agony – Gift of Life
- 2021: V (Praeparatus Supervivet)
- 2025: The Great Apocalypse